# 子神社 (横浜市中区)
子神社（ねのじんじゃ）は、神奈川県横浜市中区日ノ出町にある神社。
現在は伊勢山皇大神宮の兼務社となっている。

## 社名
大国主命の遣いが子（ね、ネズミ）であるため、甲子（きのえね）の日に祭事を行っていたことから「子の神様」と言われ、神社の名称にもなった。

## 歴史
創建は推古天皇の時代（西暦600年前後）と伝えられる。12世紀頃より東福寺が別当となった。
文禄3年（1594年）松平越前守が霊地保護のため本社の四隅に禁制札を掲げたことから、「人不入斗宮」（ひといれずのみや、不入人宮とも表記）と称されていたという。慶応元年（1865年）周辺諸村の神社を合祀し、明治6年（1873年）村社となる。

## 所在地・交通
神奈川県横浜市中区日ノ出町2-132
- 京急本線日ノ出町駅下車徒歩約5分